# Forges-les-Bains
Forges-les-Bains è un comune francese di 3 780 abitanti situato nel dipartimento dell'Essonne nella regione dell'Île-de-France.

## Società

### Evoluzione demografica
Abitanti censiti